# Mars (olieveld)
Mars is een olieveld dat 200 kilometer ten zuidoosten van New Orleans ligt in de Golf van Mexico. De olieproductie startte op 8 juli 1996 en het veld wordt beheerd door Shell Oil, de Amerikaanse dochtermaatschappij van Royal Dutch Shell. In 2014, werd een tweede productieplatform geplaatst waardoor Shell verwacht tot 2050 olie uit het veld te kunnen halen.

## Ontwikkeling
Medio de jaren 1980 kreeg Shell Oil het recht om in grote delen in de Golf van Mexico naar olie te boren. Olie was al aangetroffen in het gebied en in 1988 kwam het Shell Bullwinkleveld in productie. In 1989 volgde de ontdekking van het Augerveld, met een geschatte reserve van 220 miljoen (BOE) was dit de op twee na grootste ontdekking van Shell in de Golf.
Vanwege de hoge risico’s en de hoge investeringen enerzijds en anderzijds de lage olieprijs op de wereldmarkt waardoor de winst van Shell onder druk stond, verkocht Shell een belang van 28,5% in de concessie van het Mars-gebied aan BP. Een jaar later, in 1989, werd het Mars olieveld ontdekt door het boorschip Discoverer Seven Seas. Het veld ligt ten zuiden van de monding van de Mississippi in 900 meter diep water en de geschatte reserve was ten minste tweemaal de omvang van het Augerveld. Voor het recht om hier te mogen boren, had Shell destijds $ 5,3 miljoen betaald. Volgens een BP-topman in de Verenigde Staten voorkwam deze ontdekking een faillissement van BP.

## Mars TLP
In oktober 1993 nam Shell het besluit het veld in ontwikkeling te nemen. De geschatte winbare oliereserve werd toen getaxeerd op 500 miljoen vaten olie-equivalent (BOE). Vanwege de grote waterdiepte werd gekozen voor een tension-leg productieplatform (TLP). De TLP werd drie jaar later geïnstalleerd in 896 meter diep water. Het was op dat moment de hoogste TLP en het record werd later gebroken door de Magnolia TLP. In juli 1996 begon de productie uit Mars olieveld.
Van de zeebodem tot de top van de boortoren is de totale hoogte van de TLP 990 meter (3250 voet). De TLP bestaat uit vier stalen cilinders met een diameter van 20 meter en een hoogte van 49 meter. De cilinders rusten op vier pontons van 8 meter breed en 4 meter hoog. de TLP is ontworpen om stormen met een maximale windsnelheid van 225 km/uur (140 mph) en golven van 22 meter (71 voet) hoog te weerstaan. Op het dek van 75 meter lang en 75 meter breed, is ruimte voor een boortoren, productie-installaties en de verblijven voor de bemanning. Het dek heeft een gewicht van circa 7.200 ton. Het totaal gewicht van de TLP is ongeveer 55.000 ton. Mars TLP heeft een capaciteit om per dag 220.000 vaten aardolie en 6,2 miljoen m³ aardgas te verwerken.
De olie wordt door middel van een 200 kilometer lange pijplijn afgevoerd en komt bij Fourchon in Louisiana aan land.

### Orkaan Katrina
Op 29 augustus 2005 werd het platform zwaar beschadigd door de orkaan Katrina. Op het hoogtepunt van de orkaan waren de golven 80 voet hoog en de windsnelheid 175 mph. De 1000 ton zware boortoren sloeg om en beschadigde het dek in installaties. In mei 2006 kwam de productie weer op gang en in juli 2006 werd alweer meer geproduceerd dan voor de orkaan.
In 2013 produceerde het Mars olieveld gemiddeld 60.000 BOE per dag.

## Mars B
In 2014 werd een tweede en grotere TLP bijgeplaatst in hetzelfde olieveld. Deze TLP heeft de naam Olympus, of Mars B, gekregen en heeft een gewicht van 126.000 ton. Shell verwacht dat de Olympus en de Mars TLP samen nog 1 miljard vaten olie kunnen produceren. Olympus staat in 945 meter diep water. Met Mars B verwacht Shell dat het veld tot 2050 in productie zal blijven.

## Eigenaren
Het veld is voor 71,5% in handen van Royal Dutch Shell en BP heeft een aandelenbelang van 28,5%.